# Torres Novas
Torres Novas – miejscowość w Portugalii, leżąca w dystrykcie Santarém, w regionie Centrum, w podregionie Médio Tejo. Miejscowość jest siedzibą gminy o tej samej nazwie.

## Demografia
| Liczba ludności gminy Torres Novas (1801–2011) | Liczba ludności gminy Torres Novas (1801–2011) | Liczba ludności gminy Torres Novas (1801–2011) | Liczba ludności gminy Torres Novas (1801–2011) | Liczba ludności gminy Torres Novas (1801–2011) | Liczba ludności gminy Torres Novas (1801–2011) | Liczba ludności gminy Torres Novas (1801–2011) | Liczba ludności gminy Torres Novas (1801–2011) | Liczba ludności gminy Torres Novas (1801–2011) | Liczba ludności gminy Torres Novas (1801–2011) |
| ---------------------------------------------- | ---------------------------------------------- | ---------------------------------------------- | ---------------------------------------------- | ---------------------------------------------- | ---------------------------------------------- | ---------------------------------------------- | ---------------------------------------------- | ---------------------------------------------- | ---------------------------------------------- |
| 1801                                           | 1849                                           | 1900                                           | 1930                                           | 1960                                           | 1981                                           | 1991                                           | 2001                                           | 2004                                           | 2011                                           |
| 16 494                                         | 16 002                                         | 35 460                                         | 33 892                                         | 36 732                                         | 37 399                                         | 37 692                                         | 36 908                                         | 37 155                                         | 36 717                                         |

## Sołectwa
Sołectwa gminy Torres Novas (ludność wg stanu na 2011 r.)
- Alcorochel - 810 osób
- Assentiz - 2921 osób
- Brogueira - 1112 osób
- Chancelaria - 1659 osób
- Lapas - 2590 osób
- Meia Via - 1667 osób
- Olaia - 1725 osób
- Paço - 684 osoby
- Parceiros de Igreja - 907 osób
- Pedrógão - 2037 osób
- Riachos - 5247 osób
- Ribeira Branca - 618 osób
- Salvador - 2227 osób
- Santa Maria - 5026 osób
- Santiago - 993 osoby
- São Pedro - 5466 osób
- Zibreira - 1028 osób

## Współpraca
- Ribeira Grande, Republika Zielonego Przylądka